# Кошелёво (Закарпатская область)
Кошелёво (укр. Кошельово) — село, входит в Хустскую городскую общину Хустского района Закарпатской области Украины.
Население по переписи 2001 года составляло 3101 человек. Почтовый индекс — 90413. Телефонный код — 3142. Код КОАТУУ — 2125384201.